# 托馬索·波貝加
托馬索·波貝加（義大利語：Tommaso Pobega；1999年7月15日—），意大利足球運動員，現效力於意甲球會博洛尼亚 (AC米兰外借)，司職中場。

## 俱樂部生涯
波貝加於2013年加入AC米蘭青訓，之後代表U17，U19梯隊徵戰。上賽季租借至意丙聯賽的特里斯蒂納，在33次出場中貢獻3球3助攻。
2019年7月14日，AC米蘭官方宣佈，波貝加租借一年至意乙球隊波代諾內。
2020年8月，AC米蘭宣佈與托馬索·波貝加的合同延長至2025年6月30日。 2020年9月，AC米蘭宣佈托馬索·波貝加租借加盟至斯佩齊亞足球俱樂部。
2020年8月24日，波贝加与AC米兰签订了一份新合同，合同期至2025年6月30日。 2020年9月23日，波贝加租借加盟升入意甲的斯佩齐亚卡尔乔，租期至2021年6月30日。 9月27日，他在斯佩齐亚4比1主场败给萨索罗的比赛中首次亮相。 2020年11月1日，他在斯佩齐亚主场1比4负于尤文图斯的比赛中打进了他的首个进球。
波贝加回归AC米兰，参加了2021-22赛季的季前赛。2021年7月17日，他在对阵Pro Sesto的友谊赛中首次代表米兰出场，球队以6比0获胜。2021年8月27日，波贝加租借加盟都灵，租期至2022年6月30日。
2022年8月5日，波贝加将合同延长至2027年6月30日。 2022年9月14日，他在欧洲冠军联赛对阵萨格勒布迪纳摩的比赛中替补出场，打进了他的首个正式进球。 2023年12月，波贝加遭遇股直肌腱损伤，于2023年12月下旬在芬兰图尔库由外科医生拉塞·伦帕宁进行了手术。

## 外部連結
- Soccerway資料庫：托馬索·波貝加